# Aljamia (Daira)
Aljamia (em árabe: الجهمية; romaniz.: Al-Jahmiyah) é uma cidade da província de Daira e do vilaiete de Danque, no Omã. No censo de 2010, tinha 72 habitantes, 67 omanis e 5 forâneos. Compreende área de 0,4 quilômetro quadrado.